# Tecos-Trek
Tecos-Trek (código UCI: TUA), oficialmente Tecos de la Universidad Autónoma de Guadalajara, fue un equipo ciclista mexicano que desde la temporada 2006 a la temporada 2009 tuvo licencia Continental.

## Historia del equipo
Fue creado en 1955, por integrantes de la Universidad Autónoma de Guadalajara. En el período 1985-1995 el equipo tuvo un receso para volver en 1996, siempre en la categoría amateur.
En 2006, con la llegada del patrocinante Trek, el equipo obtuvo la licencia Continental y compitió en el UCI America Tour obteniendo destacadas actuaciones siendo 2º por equipos y 2ª a nivel individual con Gregorio Ladino.

### 2009
En la temporada 2009, volvió a culminar 2º en el UCI America Tour y Gregorio Ladino fue el campeón a nivel individual además de vencer en la Vuelta Ciclista a Chiapas y ser el campeón panamericano de ruta. 
A partir del 22 de agosto, estuvo en sus filas el ciclista danés Michael Rasmussen, luego de volver de la suspensión por dopaje en el año 2007, aunque la UCI no llegó a reconocer tal fichaje a pesar de correr con el equipo varias pruebas.
En noviembre, luego de la victoria de Ladino en la Vuelta a Bolivia, se anunció que Tecos-Trek abandonaba el ciclismo. Las razones, según el presidente del equipo fueron falta de apoyo de los patrocinadores. Además una serie de trabas que le impuso la Federación Mexicana y el no reporte de 200 puntos en los campeonatos nacionales, lo cual hubiera hecho que el equipo fuera el campeón del UCI America Tour.

## Clasificaciones UCI

### UCI America Tour
| Temporada | Clasificación por equipos | Mejor corredor        | Posición |
| 2006      | 2º                        | Gregorio Ladino       | 2º       |
| 2007      | 3º                        | Juan Pablo Magallanes | 15º      |
| 2008      | 3º                        | Luis Macías           | 12º      |
| 2009      | 2º                        | Gregorio Ladino       | 1º       |

## Plantilla

### Plantilla 2009
| Nombre                  | Nacimiento | Nacionalidad | Equipo 2008                       |
| Antonio Aldape          | 20/11/1978 | México       | Canel's-Turbo-Mayordomo           |
| Omar Cervantes          | 18/01/1985 | México       | Tecos-Trek                        |
| Bernardo Colex          | 03/07/1983 | México       | Tecos-Trek                        |
| Juan Cotumba            | 21/01/1980 | Bolivia      | Neoprofesional                    |
| Antonio de Jesús García | 03/12/1987 | España       | Neoprofesional                    |
| Luis Alfredo Gutiérrez  | 09/10/1981 | México       | Tecos-Trek                        |
| Gregorio Ladino         | 18/01/1973 | Colombia     | Tecos-Trek                        |
| Arquímedes Lam Zamora   | 02/09/1978 | México       | Canel's-Turbo-Mayordomo           |
| Luis Macías             | 14/05/1982 | México       | Tecos-Trek                        |
| Juan Pablo Magallanes   | 06/02/1982 | México       | Tecos-Trek                        |
| Francisco Matamoros     | 04/09/1980 | México       | Tecos-Trek                        |
| Jhon Freddy Parra       | 09/11/1974 | Colombia     | Toshiba-Santo Pro Cycling         |
| Florencio Ramos         | 24/11/1977 | México       | Canel's-Turbo-Mayordomo (en 2009) |
| Michael Rasmussen       | 01/06/1974 | Dinamarca    | Rabobank (en 2007)                |
| Ignacio Sarabia         | 15/07/1983 | México       | Extremadura                       |
| Elliot Vázquez          | 29/10/1989 | México       | Tecos-Trek                        |
| Jesús Zárate            | 05/09/1974 | México       | Tecos-Trek                        |